# The Martian
The Martian és una pel·lícula de ciència-ficció dirigida per Ridley Scott i protagonitzada per Matt Damon. La pel·lícula està basada en la novel·la de Andy Weir de 2011 The Martian, que va ser adaptada pel guionista Drew Goddard. Damon fa el paper d'un astronauta que donen per mort per error i l'abandonen a Mart. La pel·lícula mostra la seva lluita per sobreviure i l'esforç del personal de la NASA per rescatar-lo. El repartiment de la pel·lícula també inclou Jessica Chastain, Kristen Wiig, Jeff Daniels, Michael Peña, Kate Mara, Sean Bean, Sebastian Stan, Aksel Hennie i Chiwetel Ejiofor. S'ha subtitulat al català.
El productor Simon Kinberg va començar desenvolupant la pel·lícula després que la 20th Century Fox comprés els drets de la novel·la, al març de 2013. Drew Goddard va escriure'n el guió, i va postular per dirigir la pel·lícula, però el projecte no va tirar endavant. Amb Scott com a substitut de Goddard, i amb Damon en el paper del personatge principal, la producció es va aprovar. El rodatge va començar el novembre de 2014 i va durar aproximadament 70 dies. Aproximadament 20 dels escenaris van ser construïts en un estudi de so a Budapest, Hongria, un dels més grans del món. També es va rodar a Wadi Rum a Jordània.
La pel·lícula es va estrenar l'any 2015 al Festival Internacional de Cinema de Toronto, l'11 de setembre de 2015. La 20th Century Fox va estrenar la pel·lícula als cinemes dels Estats Units el 2 d'octubre de 2015. La pel·lícula es va estrenar en 2D, 3D, IMAX 3D i 4DX. Va rebre bones crítiques i va recaptar al voltant de 598 milions de dòlars a tot el món, així és la pel·lícula de Scott que més ha recaptat fins a la data i la desena pel·lícula que més va recaptar el 2015. Va rebre diversos premis, inclosos el Globus d'or a la millor pel·lícula musical o còmica, i set nominacions als Oscars, incloses Millor Pel·lícula, Millor Actor per Damon, i Millor Guió adaptat per Goddard.

## Trama
Any 2035, la tripulació de l'Ares III és en una missió amb l'objectiu d'enviar humans a Mart per explorar-hi una planúria, l'Acidalia Planitia. Una tempesta de sorra els obliga a tornar a la nau Hermes i tornar a la Terra. Durant l'evacuació, l'astronauta Mark Watney rep un impacte d'una antena i es perd en la tempesta. L'última telemetria del seu vestit espacial indica que no hi queda cap senyal de vida. Amb la resta de la tripulació en perill, la comandant de la missió Melissa Lewis el dona per mort i dona l'ordre de marxar sense ell.
Watney es desperta després de la tempesta i s'encamina cap al Hab, la seu de la tripulació a Mart. Es treu la peça de l'antena de la panxa i el biomonitor del vestit, que ha causat una lectura errònia del seu estat, i comença a enregistrar en vídeo el seu diari de bord. S'adona que l'única esperança de ser rescatat és l'arribada de la tripulació de l'Ares IV al cràter de Schiaparelli, a 3.200 quilòmetres quatre anys més tard. Calculant que només té menjar per sobreviure 300 sols (al voltant de 309 dies), Watney, que és botànic i enginyer mecànic, improvisa una collita amb sòl fertilitzat amb els excrements emmagatzemats al buit de la tripulació, l'aigua produïda de l'extracció d'hidrogen del combustible de coet sobrant posteriorment oxigenat en ser cremat, i patates guardades pel sopar del Dia d'acció de gràcies. Comença a modificar l'únic astromòbil funcional de què disposa per tal de poder fer viatges llargs per Mart.
Revisant fotografies de satèl·lit de Mart, el director de la missió, Vincent Kapoor, i la planificadora de satèl·lit Mindy Park descobreixen que Watney ha sobreviscut. Malgrat les objeccions del controlador de vol de l'Hermes Mitch Henderson, el director de la NASA Teddy Sanders decideix no informar la tripulació de l'Ares III, creient que els podria distreure de la missió.
Watney utilitza l'astromòbil per recuperar la sonda Pathfinder, que es va silenciar el 1997. Usant la seva càmera, estableix una comunicació rudimentària amb l'equip JPL. La NASA instrueix Watney per a modificar l'astromòbil i enllaçar-se amb el Pathfinder i poder-se comunicar via text. Watney s'enfada pel fet que no s'hagi informat la resta de la tripulació de la seva supervivència i Sanders autoritza Henderson d'informar-los.
Henderson i el director de la JPL Bruce Ng, ideen un pla per enviar una sonda espacial a Mart per abastir Watney amb prou menjar com per sobreviure fins a l'arribada de l'Ares IV. Quan el compartiment del Hab explota per descompressió, destruint la collita de Watney, Sanders ordena a l'equip d'accelerar la missió d'abastiment saltant-se inspeccions de seguretat. La sonda d'abastiment explota després d'enlairar-se.
La China National Space Administration (CNSA) ofereix a la NASA el Taiyang Shen, un coet accelerador capaç de portar càrrega útil fins a Mart. Mentrestant, l'astrodinamicista Rich Purnell determina la trajectòria per tornar lHermes a Mart de forma més ràpida, usant el Taiyang Shen per a abastir-lo durant divuit mesos més. Sanders rebutja el pla, refusant posar en perill la tripulació, però Henderson envia els detalls a lHermes subreptíciament. Lewis i la resta de la tripulació voten de forma unànime a favor d'executar el pla, i la NASA –que no ho pot evitar– procedeix amb l'abastiment, ja que l'Hermes vola prop de la Terra.
Després de 461 sols, Watney comença el viatge de 90 sols que el portarà al cràter de Schiaparelli, on el vehicle Mars Ascent (MAV) de la missió Ares IV ha aterrat prèviament. Per quedar amb la tripulació de l'Hermes, Watney fa modificacions dràstiques per reduir-ne la massa, traient-ne equipament, incloses les finestres, el nose cone (una part del coet) i els panells exteriors. Amb Watney a bord del MAV, la tripulació de l'Hermes el llança de forma remota, però no a la velocitat i la distància planejades. L'Hermes utilitza els seus propulsors de maniobra per a canviar la trajectòria i la descompressió explosiva de la seva pròpia atmosfera interna per ajustar-ne la velocitat. Lewis utilitza la Manned Maneuvering Unit, propulsada amb nitrogen en estat gasós, per a apropar-se a la nau de Watney, però no hi pot arribar. Watney perfora el globus del seu vestit de pressió i utilitza l'aire que se n'escapa com a propulsor per arribar a la Lewis. Finalment, la tripulació es reuneix amb l'alegria de tot el món.
Després de tornar a la Terra, Watney comença una nova vida com a instructor de supervivència per a nous aspirants a astronauta. Anys després, al llançament de l'Ares V, els participants en el salvament d'en Watney han tornat a les seves vides anteriors o n'han començat de noves.

## Repartiment
- Matt Damon interpreta Mark Watney, un botànic que forma part del grup Ares III, suposat mort després d'una intensa tempesta a Mart. Watney haurà d'utilitzar tot el seu enginy i intel·ligència per a sobreviure abans de ser salvat.
- Jessica Chastain com a Melissa Lewis, una geòloga i comandant de la missió Ares III.
- Michael Peña com la Major Rick Martinez, el pilot de la missió Ares III. És la persona de l'equip Ares III més propera a Watney.
- Kate Mara com a Beth Johanssen, l'operador del sistema Ares III. Està atreta sentimentalment pel Beck.
- Sebastian Stan com el Dr. Chris Beck, un astronauta i cirurgià de vol en la missió del Ares III. Està atret sentimentalment pel Johannsen.
- Aksel Hennie com el Dr. Alex Vogel, un alemany que és el navegador i químic de l'Ares III.
- Chiwetel Ejiofor com a Vincent Kapoor, director de la missió Mart de la NASA, i la primera persona a establir contacte amb Watney.
- Mackenzie Davis com a Mindy Park, un planificador de satèl·lits de Mission Control, la primera persona que s'adona que Watney és viu.
- Sean Bean com a Mitch Henderson, el director de la missió Ares III. La seva prioritat en tot moment és el benestar i l'estabilitat de l'equip de l'Ares III.
- Jeff Daniels com a Theodore, dit Teddy, Sanders, el director de la NASA. Sanders es mostra competitiu però reticent d'assumir riscos innecessaris.
- Donald Glover com a Rich Purnell, un expert en aerodinàmica del JPL que idea el pla per salvar Watney.
- Benedict Wong com a Bruce Ng, director del JPL, encarregat de construir els coets i la càrrega útil per la missió de rescat.
- Kristen Wiig com a Annie Montrose, el director de les relacions amb els mitjans de la NASA. S'ocupa principalment de la percepció pública de la NASA durant el rescat de Watney.
- Eddy Ko com a Guo Ming, cap científic de la CNSA
- Chen Shu com a Zhu Tao, cap científic adjunt de la CNSA
- Naomi Scott com a Ryoko
- Nick Mohammed com a Tim Grimes

## Música
Harry Gregson-Williams va compondre la banda sonora de The Martian. És la quarta col·laboració de Gregson-Williams en una pel·lícula de Scott. Gregson-Williams havia treballat prèviament en la música de les pel·lícules de Scott: Kingdom of Heaven (2005), Prometheus (2012) i Exodus: Gods and Kings (2014).
En una escena de la pel·lícula es mostra l'amor de la comandant de la missió Melissa Lewis per les cançons de la dècada dels 70 (especialment el gènere disco), que és l'única música que Watney té a Mart. Les cançons no originals de la pel·lícula inclouen:
- Turn the Beat Around de Vicki Sue Robinson
- Hot Stuff de Donna Summer
- Rock the Boat de The Hues Corporation
- Don't Leave Me This Way de Thelma Houston
- Starman de David Bowie
- Waterloo de ABBA
- Love Train de The O'Jays
- I Will Survive de Gloria Gaynor (crèdits del final)

## Veracitat científica
Quan Andy Weir va escriure al novel·la The Martian, es va esforçar per presentar la ciència de manera correcta i va consultar experts. Quan Ridley Scott va començar a dirigir la pel·lícula, també es va preocupar per fer una pel·lícula realista i va ser ajudat per James L. Green, el director de la Planetary Science Division de la NASA. Green va organitzar diferents grups de treball per respondre les preguntes científiques de Scott. Green va dir «The Martian és raonablement realista, tot i que la perillosa tempesta de pols de la pel·lícula, que arriba a velocitats de 120 milles per hora (190 km/h) tindria en realitat poca força». Green també va trobar que els edificis de la NASA que surten a la pel·lícula eren més elegants que els edificis reals de la NASA. Els crítics de cinema van recollir el fet que a la pel·lícula els vents no serien més que una brisa suau en les seves crítiques, el guionista Drew Goddard està d'acord que es van haver d'exagerar els vents per crear la situació que posés en marxa la història.
El procediment utilitzat per Watney per produir aigua és veraç i va ser utilitzat per la NASA. El generador termoelèctric de radioisòtops també estava utilitzat degudament per obtenir escalfor. Quan les seves racions començaven a mancar, Watney construeix un petit jardí utilitzant el sòl de Mart i els excrements humans com a fertilitzant. «Probablement es podria cultivar a Mart,» diu Michael Shara, curador, i membre del Departament d'Astrofísica, divisió de Ciències Físiques del Museu Americà d'Història Natural. També es creu possible la vida d'organismes microbials. En una escena, el casc de vidre de Watney es trenca; ja que l'oxigen arriba a un nivell inferior del crític, Watney enganxa ràpidament la tapa del casc per evitar l'asfíxia. Segons Shara, «Mentre la pressió a l'interior del casc es trobi al 30%, el podries mantenir junt abans que els ulls et reventessin o tinguessis una embòlia».
Tot i que la gravetat a Mart és menys del 40% que la de la Terra, el director Ridley Scott va preferir no mostrar la diferència en gravetat, considerant que no valia tant la pena l'esforç com el de mostrar la gravetat zero. Scott va argumentar que el pes dels vestits espacials compensarien no mostrar la diferència gravitatòria. El clima de Mart és tan fred que faria que el pla inicial de Watney's d'apagar l'escalfador immediatament era impracticable. La temperatura mitjana és de −80 °F (−62 °C); això vol dir que a Mart fa tant fred que pot arribar a nevar diòxid de carboni als pols a l'hivern.
Ed Finn, director del Centre per a la Ciència i la Imaginació a la State University, va dir, «El que fa molt bé aquesta pel·lícula és imaginar un escenari del futur proper que no és tant diferent a nivell tècnic a l'actual». El físic britànic Brian Cox va dir: «The Martian és el millor anunci per estudiar enginyeria que he vist mai».